# 海恩森
海恩森是德国下萨克森州的一个市镇。总面积18.63平方公里，总人口861人，其中男性417人，女性444人（2011年12月31日），人口密度46人/平方公里。